# L'orlo dell'abisso
L'orlo dell'abisso (titolo originale Rim of the Pit) è un romanzo giallo di Hake Talbot, pubblicato nel 1944. È il secondo e ultimo romanzo poliziesco pubblicato da questo autore e, come il primo, ha come protagonista Rogan Kincaid, un giocatore professionista di poker.

## Trama
Due soci in affari, Luke Latham e Frank Ogden, riuniscono, nel pieno dell'inverno, una piccola compagnia nella loro proprietà di campagna situata in una località remota, sperduta nei boschi dello Stato di New York vicino al confine con il Canada. Lo scopo della riunione è quantomeno bizzarro: evocare lo spirito di Grimaud Désanat (ex socio di Ogden e primo marito dell'attuale signora Ogden, Irene) morto durante una tormenta di neve quattordici anni prima. La ragione per la quale i due intendono evocarlo non è meno originale: desiderano ottenere dallo spirito l'autorizzazione a procedere al taglio di alcuni boschi che il defunto ha lasciato in eredità a Irene Odgen, proibendole di sfruttarli commercialmente per almeno altri vent'anni. Irene è una medium dilettante, ma è molto restia a evocare il fantasma del marito, uomo dal carattere rude e vendicativo in vita e che, teme, potrebbe esserlo ancora di più da morto.
L'inquietudine serpeggia quindi nel gruppo degli ospiti, tra i quali si trovano la figlia di Désanat, Sherry, il professor Ambler, docente di psicologia, Svetozar Vok, prestigiatore e illusionista cecoslovacco appena fuggito dall'Europa occupata dai nazisti e Rogan Kincaid, un giocatore d'azzardo professionista. Già prima che inizi la seduta spiritica si verificano avvenimenti inquietanti. Sherry sente la voce di suo padre parlarle all'orecchio mentre si trova sul lago ghiacciato, lontano da altre persone; si sente suonare la fisarmonica di Désanat mentre è chiusa nel suo astuccio; viene ritrovato un biglietto sul quale è vergata nella calligrafia del defunto la sinistra frase "la notte è fatta per il rendimento dei conti".
Quando poi durante la seduta lo spettro di Désanat si materializza davvero, in un primo tempo sembra che l'effetto sia frutto dei maldestri trucchi da medium imbrogliona di Irene; ma la donna è veramente svenuta, terrorizzata, e nemmeno l'esperto Vok si sente in grado di escludere del tutto una spiegazione sovrannaturale. Un'atmosfera di inquietudine e paura crescente, enfatizzata dall'isolamento dovuto a un'abbondante nevicata, si impadronisce della compagnia e culminerà in un delitto avvenuto apparentemente in una stanza chiusa a chiave e le cui finestre danno su una terrazza ricoperta da neve intatta. Persino i più scettici del gruppo sembrano costretti ad ammettere che l'omicidio sia stato commesso da uno spirito che, come il Wendigo delle leggende dei nativi americani, può impadronirsi del corpo di una persona e farla volare.

## Personaggi principali
- Grimaud Désanat - uno spirito inquieto
- Frank Ogden - imprenditore
- Irene Ogden - sua moglie
- Sherry Ogden - sua figlia adottiva, figlia di Désanat
- Luke Latham - socio di Frank Ogden
- Jeff Latham - nipote di Luke Latham
- Barbara Daventry - sua amica
- Peyton Ambler - professore di psicologia
- Svetozar Vok - prestigiatore
- Rogan Kincaid - giocatore d'azzardo
- Madore Trudeau - guida indiana

## Critica
In un sondaggio effettuato nel 1981 tra gli iscritti della prestigiosa associazione Mystery Writers of America, che riunisce i migliori scrittori di polizieschi degli Stati Uniti, il romanzo venne votato al secondo posto assoluto in una classifica dei migliori enigmi della camera chiusa, dietro al vincitore Le tre bare di John Dickson Carr e davanti a Il mistero della camera gialla di Gaston Leroux.
Il critico inglese Bob Adey, con riferimento a questo romanzo, paragonandolo all'opera di John Dickson Carr, riconosciuto maestro del sottogenere della "camera chiusa", ha affermato che questo è uno dei pochi libri che "abbiano osato sfidare Carr accettando le sue regole e conseguendo un pareggio".
"Il più famoso e ambizioso testo di Talbot è Rim of the Pit (1944), in cui un gruppo di persone bloccate in uno chalet ai confini con il Canada, a causa di una forte tempesta di neve, assiste ad alcuni eventi inspiegabili e sconvolgenti. Kincaid dovrà muoversi tra apparizioni durante una seduta spiritica, impronte nella neve che si interrompono improvvisamente, come prodotte da un "windigo" (creatura volante capace di impossessarsi dell'anima e celebrata da Algernon Blackwood in The Windigo, 1910), voci dall'aldilà e delitti di camera chiusa, il tutto avvolto in un clima opprimente e claustrofobico. Se le intenzioni di Talbot sono grandiose, i risultati non sempre sostengono il progetto [...] Talbot non è uno scrittore fantastico: egli insiste maniacalmente sulle apparenti impossibilità creando un surplus di sovrannaturale; questo fa sì che il lettore, paradossalmente, smetta di credere troppo presto alle sue illusioni."

## Edizioni
- Hake Talbot, L'orlo dell'abisso, in Delitti in camera chiusa, collana Gli speciali del Giallo Mondadori, n. 36, traduzione di A.M.Francavilla, Mondadori, 2003, ISSN 1122-7273 (WC · ACNP).